# Entratico

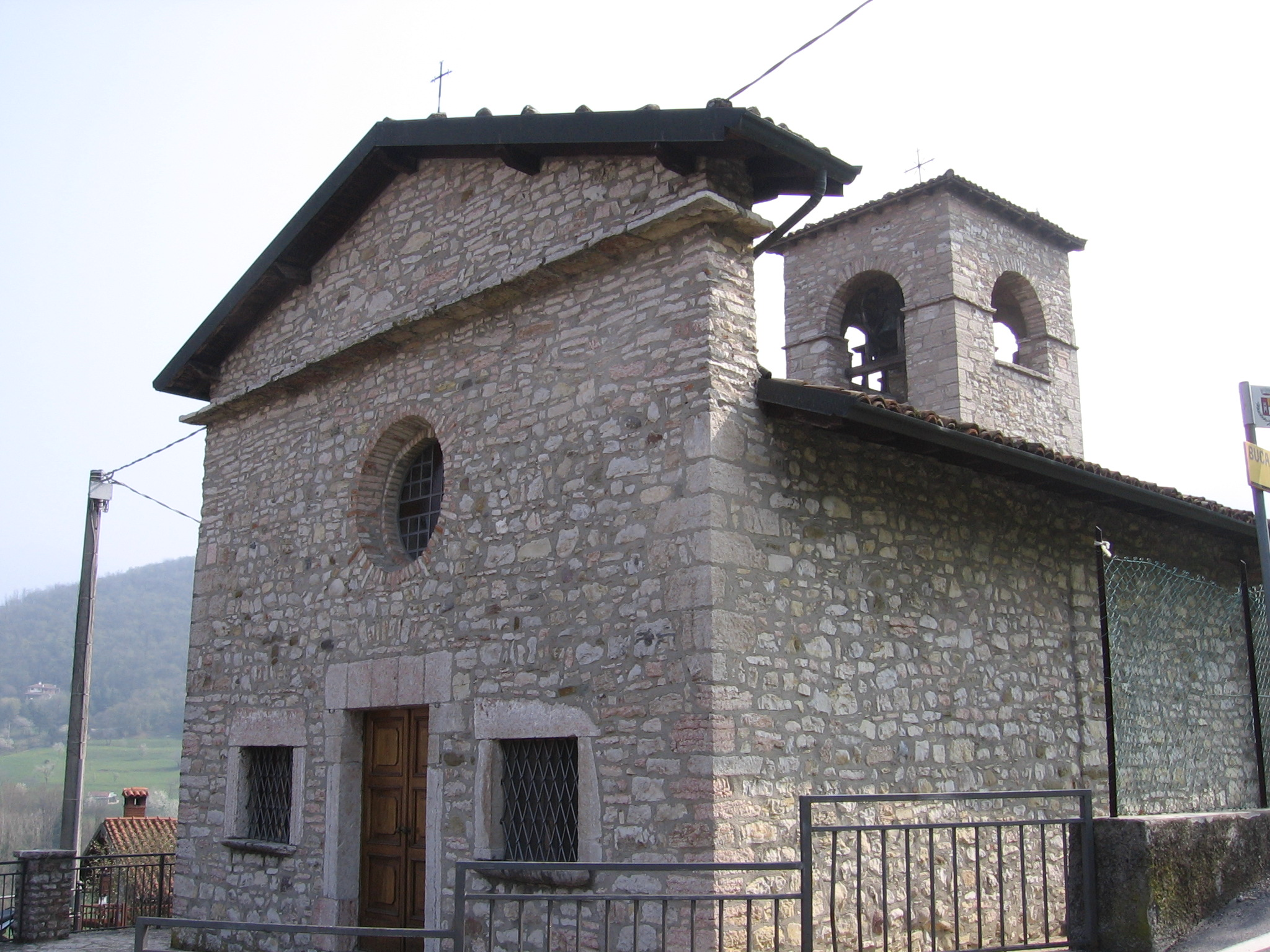
Một ngôi nhà thờ ở Entratico

Entratico là một đô thị ở tỉnh Bergamo trong vùng Lombardia của nước Ý, có vị trí cách khoảng 60 km về phía đông bắc của Milano và khoảng 15 km về phía đông của Bergamo. Tại thời điểm ngày 31 tháng 12 năm 2004, đô thị này có dân số 1.620 người và diện tích là 4,1 km².
Entratico giáp các đô thị: Berzo San Fermo, Borgo di Terzo, Foresto Sparso, Luzzana, Trescore Balneario, Zandobbio.